# (400068) 2006 SV130
(400068) 2006 SV130 es un asteroide perteneciente al cinturón de asteroides, descubierto el 23 de septiembre de 2006 por Kin Endate desde el Observatorio de Kitami, Hokkaidō, Japón.

## Designación y nombre
Designado provisionalmente como 2006 SV130.

## Características orbitales
2006 SV130 está situado a una distancia media del Sol de 2,563 ua, pudiendo alejarse hasta 3,316 ua y acercarse hasta 1,810 ua. Su excentricidad es 0,293 y la inclinación orbital 6,288 grados. Emplea 1499,20 días en completar una órbita alrededor del Sol.

## Características físicas
La magnitud absoluta de 2006 SV130 es 17,5.